# Leavitt Peak
Leavitt Peak je hora v pohoří Sierra Nevada, na hranici Mono County a Tuolumne County, na východě Střední Kalifornie.
Rozkládá se nad průsmykem Sonora Pass, kterým prochází Kalifornská státní silnice číslo 108, něco přes 10 kilometrů od severní hranice Yosemitského národního parku. Leavitt Peak je součástí chráněné oblasti Emigrant Wilderness.
S nadmořskou výškou 3 526 metrů tvoří Leavitt Peak jednu z dominant ve svém okolí a náleží mezi třicet nejvyšších hor v Kalifornii s prominencí vyšší než 500 metrů.
Hora je pojmenovaná podle Hirama Leavitta, místního usedlíka a majitele hotelu na východním konci průsmyku Sonora Pass, který zde žil ve druhé polovině 19. století.